# 浜口秀樹
浜口 秀樹（はまぐち ひでき、1956年1月4日 - ）は、長崎県出身の元バスケットボール選手である。195cm。

## 来歴
長崎南高校から拓殖大学に進み、在学中に最年少となる20歳でモントリオール五輪に出場。2021年の東京オリンピックに開催国として出場するまでオリンピック男子バスケットボールに選手としての出場歴を持つ最も若い日本人であった。
卒業後は新日鐵に入社。